# 19857 Amandajane
19857 Amandajane este un asteroid din centura principală de asteroizi.

## Descriere
19857 Amandajane este un asteroid din centura principală de asteroizi. A fost descoperit pe 19 octombrie 2000 la Olathe (Kansas) de Larry Robinson (astronom). Asteroidul prezintă o orbită caracterizată de o semiaxă mare de 2,30 ua, o excentricitate de 0,08 și o înclinație de 5,5° în raport cu ecliptica.